# Anna Pietrzak (piosenkarka)
Anna Pietrzak (ur. 16 czerwca 1952 w Inowrocławiu) – polska piosenkarka.

## Życiorys
Anna Pietrzak jest absolwentką Szkoły Muzycznej II stopnia w klasie fortepianu i śpiewu solowego przy Społecznym Ognisku Muzycznym w Inowrocławiu (1967) oraz Wydziału Filologii (Języki Obce) Uniwersytetu Warszawskiego (1976). Złożyła egzamin przed Państwową Komisją Weryfikacyjną Ministerstwa Kultury i Sztuki pod przewodnictwem Kazimierza Rudzkiego jako piosenkarka solistka (1972).
Była laureatką Festiwalu Piosenki Radzieckiej w Zielonej Górze w 1966 r. oraz – w tym samym roku – Ogólnopolskiego Festiwalu Amatorów-Wykonawców Piosenki Polskiej w Rybniku. W 1968 r. zajęła I miejsce w plebiscycie telewidzów w programie telewizyjnym Proszę dzwonić jako podopieczna Sławy Przybylskiej. W 1969 r. wystąpiła w Opolu w koncercie premier. Dwukrotnie wyjeżdżała na tournée artystyczne po Związku Radzieckim (w 1969 i 1970), między innymi z Krzysztofem Sadowskim, Edwardem Hulewiczem i zespołem Heliosi oraz Alicją Majewską. Pod koniec 1970 r. związała się z zespołem wokalnym Partita, z którym występowała do 1976 r., biorąc udział w Festiwalach piosenki w Opolu, Sopocie, Rostoku (NRD), Słonecznym Brzegu (Bułgaria).
W 1977 r. już jako solistka wzięła udział w Międzynarodowym Festiwalu Piosenki w Dreźnie. W okresie tym współpracowała z Bałtycką Agencją Artystyczną w Sopocie i występowała w firmowanych przez Agencję koncertach wraz z Andrzejem Dąbrowskim i Bogusławem Mecem. Koniec 1979 r. był okresem pracy z zespołem Perfect w klubach polonijnych w Stanach Zjednoczonych. W latach 80. jako solistka występowała w klubach dyskotekowych w Europie i w krajach Bliskiego Wschodu. Po reaktywowaniu grupy Partita w 1993 r. wystąpiła wraz z zespołem na XXX Festiwalu Polskiej Piosenki w Opolu (z zespołem tym współpracuje do chwili obecnej).
W 2003 r. wraz z członkami zespołu Partita otrzymała od Polskich Nagrań Złotą Płytę za krążek pt. „Pytasz mnie co ci dam”. Została wyróżniona Odznaką Honorową „Zasłużony dla Kultury Polskiej”. W 2024 r. została odznaczona brązowym medalem „Zasłużony Kulturze Gloria Artis”.
Obecnie mieszka w Łodzi, współpracuje z Krzysztofem Cwynarem w ramach Studia Integracji, pomagając osobom niepełnosprawnym uzdolnionym artystycznie. Prowadzi też działalność prospołeczną w dziedzinie profilaktyki i leczenia uzależnień; była pełnomocnikiem wojewody łódzkiego ds. uzależnień, propaguje ruchy trzeźwościowe działające na rzecz młodzieży i dorosłych, jest też współzałożycielką Profilaktyczno-Rozwojowego Ośrodka Młodzieży i Dzieci PROM w Łodzi, który zajmuje się problemami wychowawczymi i zaburzeniami zachowania wśród dzieci i młodzieży.

## Dyskografia – solo
- Na zwiadach – EP N-0453 Muza, 1966, Festiwal Piosenki Radzieckiej
- Raz kiedy spada gwiazda, Chcę ostro żyć – Tonpress, S53
- Wszystko jest jak było, Nie ciebie nie siebie mi żal – Tonpress, S69

Pocztówki dźwiękowe:
- II Love’ll find you tomorrow, Nie zapomnisz mnie – Tonpressm, R0535
- II Milczące niedziele, Do trzech razy graj – R0726
- Przeboje 60 – 70, vol. 5, utwór nr 8: Żyć tak byle jak – INTERSONUS MUSIC 1995 (nr kat. ISD0762)

## Dyskografia – z zespołem Partita
- Jesienią, zimą, latem – LP XL/SXL 0822 Pronit
- Niech ziemia tonie w kwiatach – LP XL/SXL 1392 Muza
- Marzyciele / Pisz, nie zapomnij / Zakochani od początku świata / Wszystko za wszystko – EP N-0656 Muza (11.1973)
- Spotkamy się w piosence – SP SP-367 Muza (05.1971)
- Piosenka przydrożna / Na majowej wycieczce
- Piosenka przydrożna – SP SP-451 Muza (05.1971)
- Najważniejsze to, że jesteś / Co wy o nas wiecie chłopcy – SP SP-437 Muza (11.1971)
- Biały wiatr / Peruwianki – SP SP-469 Muza (11.1971)
- Jaki piękny dzień / Czy to jestem ja – SP SP-482 Muza (11.1971)
- DISCOSP – SP-513 Muza (1973/1974)
- Pytasz mnie, co ci dam / Walc z dobrego snu
- Nasz codzienny ląd / Niech ziemia tonie w kwiatach – SP SP-649 Muza (1974)
- Moja Julio / Przypowieść o szczęściu – SP SP-650 Muza (1973/1976)
- Mamy tylko siebie / Moja miłość śpiewa forte – SP SP-651 Muza (1974/1976)
- Dwa razy dwa / Pali się pali – SP SP-652 Muza (1973/1975)
- Kto nauczy żyć – SP SM-28 Tonpress (1975)

Składanki:
- Mikrofon i ekran Opole 1972 – LP XL/SXL 0848 Muza (06.1972)
- Kiedy wiosna buchnie majem (live)
- Pytasz mnie co ci dam – CD PN MUZA (2003)